# Collins Waterfront Architectural District
El Collins Waterfront Architectural District  es un distrito histórico ubicado en Miami Beach, Florida. El Collins Waterfront Architectural District se encuentra inscrito como un Distrito Histórico en el Registro Nacional de Lugares Históricos desde el 15 de diciembre de 2011.  

## Ubicación
El Collins Waterfront Architectural District se encuentra dentro del condado de Miami-Dade en las coordenadas 25°47′43″N 80°07′53″O / 25.795255, -80.131359.